# 草谷川
草谷川（くさたにがわ）は、兵庫県神戸市西区と三木市の境界を画し、加古郡稲美町を経て再び三木市に入り、加古川の加古川大堰に至る河川で、河口付近では八幡川とも呼ばれる。透水性が強い印南野の台地にあって、数少ない自然形成河川である。

## 水源

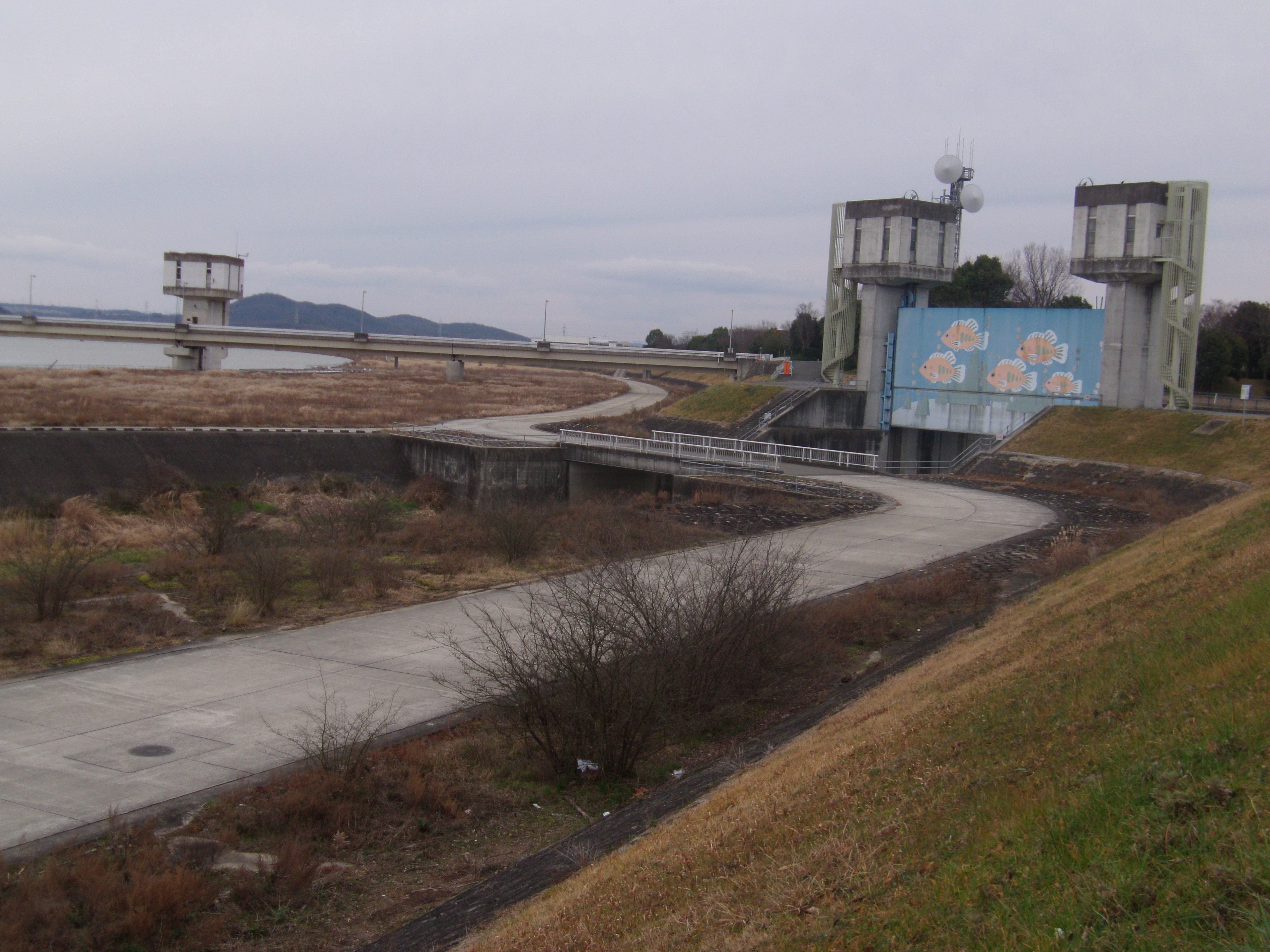
草谷川樋門と加古川大堰(左奥)、五ヶ井・新井用水はここから取水

岡光夫（元同志社大学教授）の『加古川流域農村史研究』では古文書を引用し源流は「明石郡天王山（雌岡山）」としているが、現在その流路は存在しない。赤外線や測域センサによる衛星画像では、兵庫県立三木総合防災公園がある芥子山から伸びる埋没した開削谷筋の痕跡が確認でき、そちらが源流とする見方もある。
現在は淡山疏水（淡河疎水 + 山田川疎水）が供給源となっており、本流は下勝成池（新松池）から発生し、副流は宮ヶ谷調整池（大堤池）から八道が池を経て合流する。また、宮ヶ谷調整池から流れ出る淡山疏水合流幹線が老ノ口分水所で分岐し、城ヶ谷池を経て広谷川となり草谷川に合流する。こうしたことから人工河川（用水路）としては淡山疏水・東播用水水系に組み込まれている。

## 歴史
嘉禄元年（1225年）、天文元年（1532年）に洪水の記録が残り、近年では1965年（昭和40年）にも大規模な氾濫を引き起こしている。

## 分水系

### 用水路

#### 加古大溝

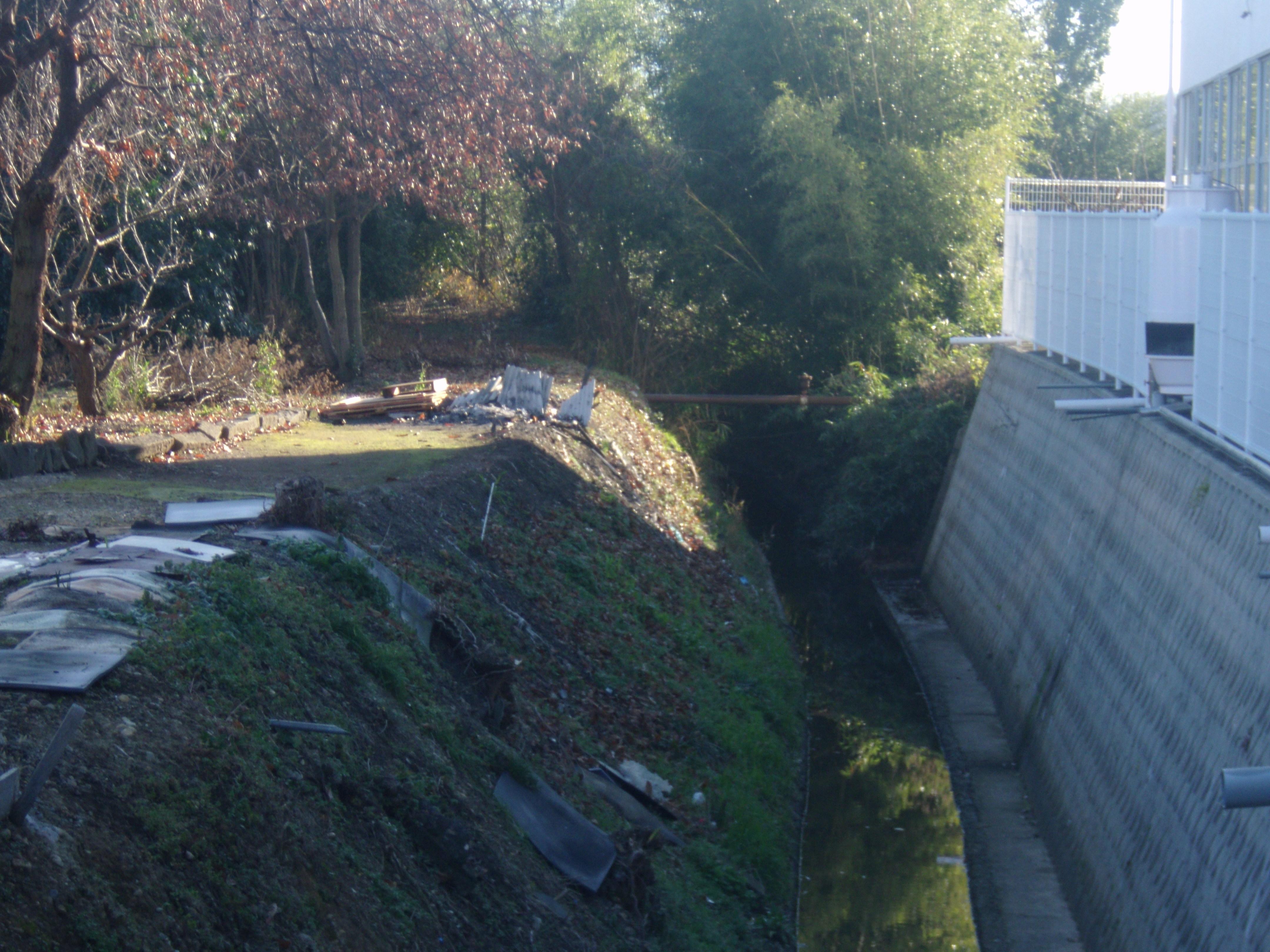
加古大溝

大溝用水とも呼ばれ草谷川から加古大池に至る約3キロの用水路（加古大溝取水口北緯34度45分45.16秒 東経134度57分53.55秒）。万治3年（1660年）に開発が始まり、延宝9年（1680年）に完成。大同元年（806年）造の経ノ池を形成した草谷川古分流痕の地形を開削した。現在では淡河疎水加古支線の一部が流入する。
経済産業省の近代化産業遺産「瀬戸内海沿岸の灌漑施設」の構成遺産に選定されている。

#### 雁戸井用水
雁戸井(がんどい)用水は草谷川から取水し、途中隧道を経て加古川市の一号池に至る約4キロの用水路（雁戸井堰北緯34度45分46.79秒 東経134度57分24.08秒）。1910年（明治43年）に完成。一号池は1916年（大正5年）に完成。雁戸井は堰がある稲美町母里地区の通称である。
経済産業省の近代化産業遺産「瀬戸内海沿岸の灌漑施設」の構成遺産に選定されている。

#### 青之井用水

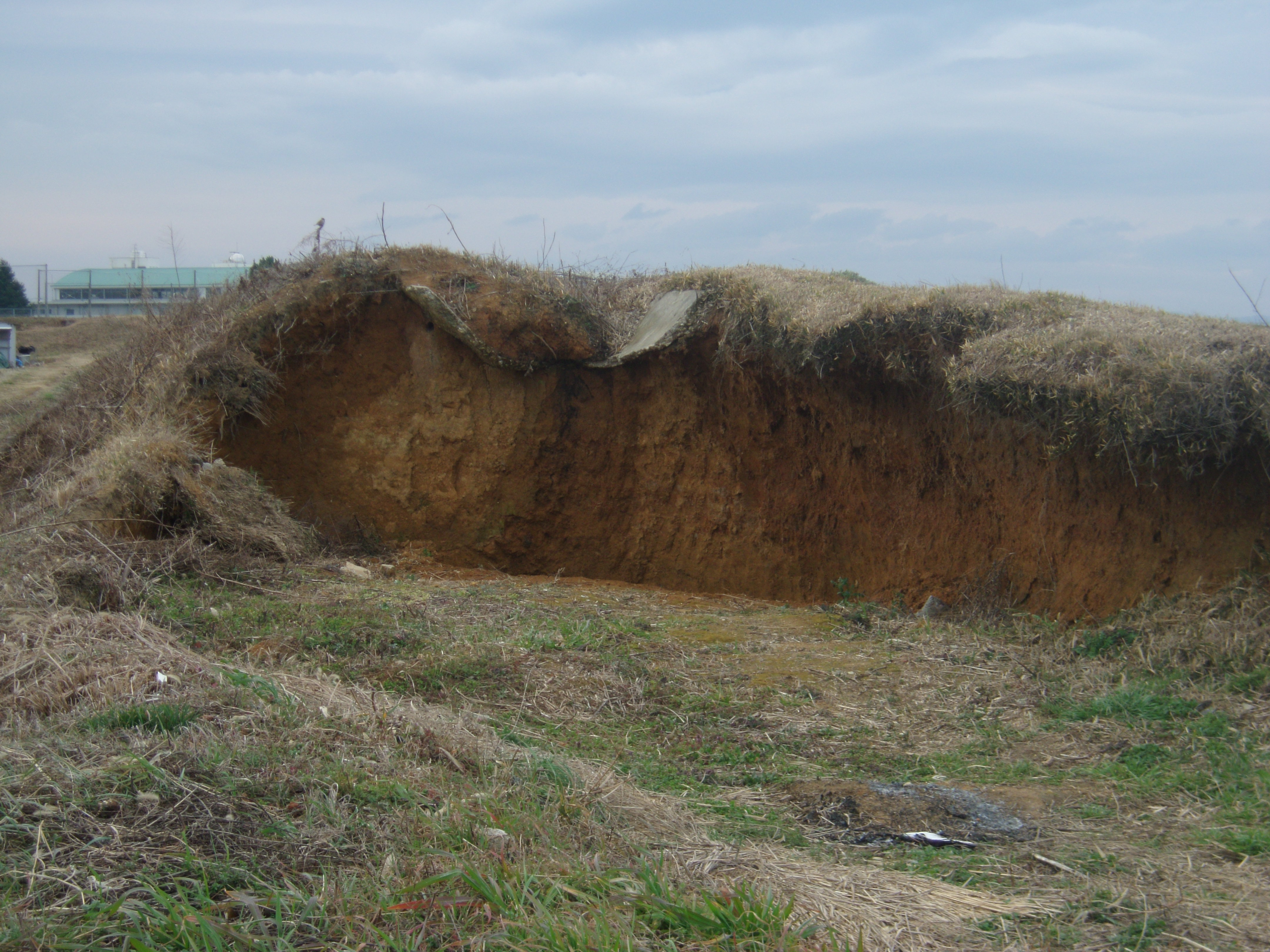
万才池〜凱旋池間の青之井用水旧路（土塁水路が崩壊）

寛文4年（1664年）、稲美町中一色田中で曇川（後述）に取水口を設け開削された（青之井用水取水口北緯34度45分30.9秒 東経134度53分28.2秒）。加古川市の皿池〜平木池〜戸ヶ池を経て、白ヶ池川（後述）の水源となる。
1905年（明治38年）に万才池と凱旋池が造られ、青之井用水を補完する淡河疎水森安支線が引き込まれ、両池間は土塁水路が築かれたが、皿池から万才池への揚水も始まり、現在の白ヶ池川取水口が改めて設けられた。

#### 五ヶ井用水

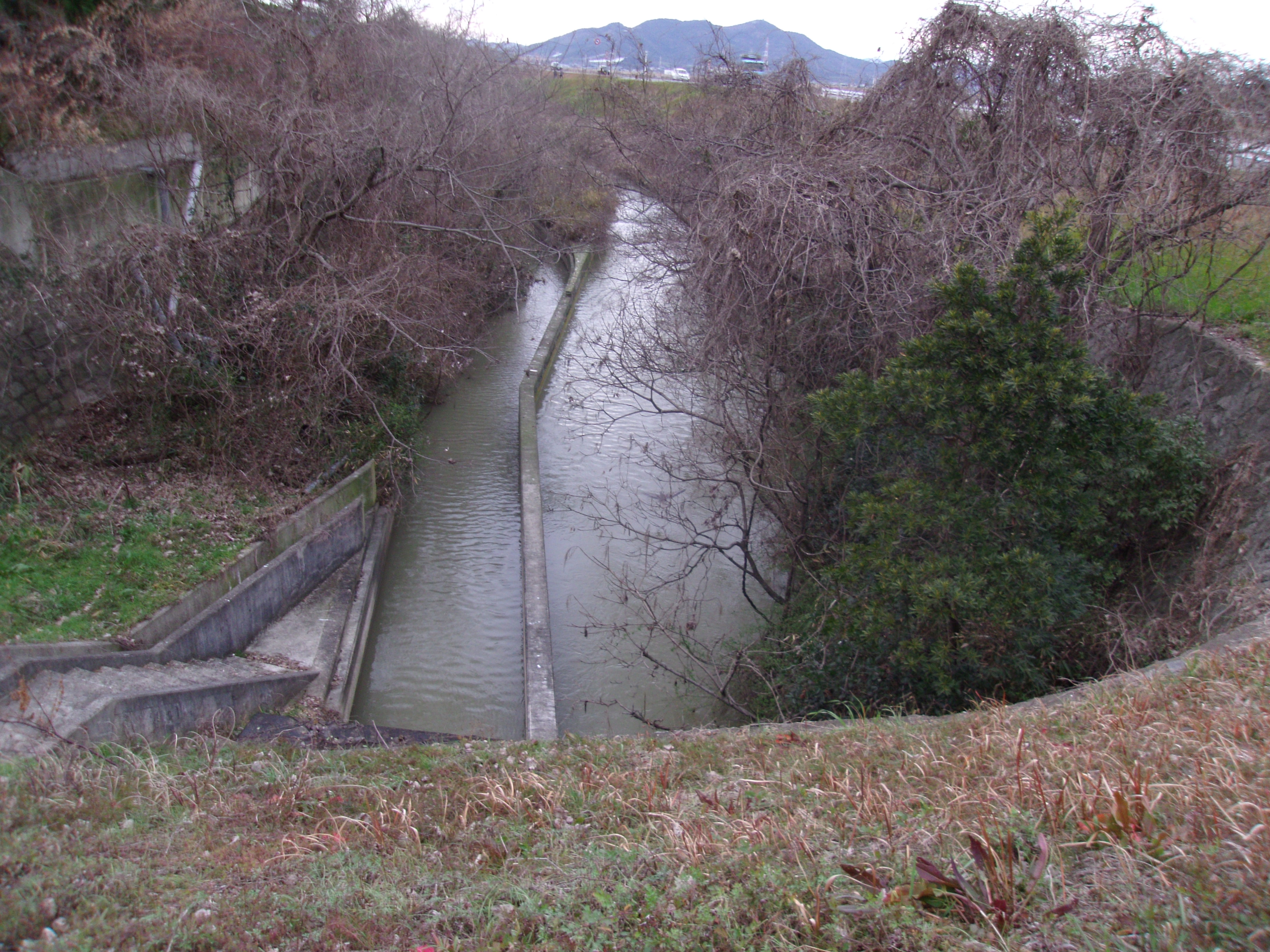
新井用水(左)と五ヶ井用水

江戸時代に著された「五ヶ井由来記」（明暦3年（1657年）10月頃成立か）の伝説によれば、日向明神（日岡神社の神）と聖徳太子によって堰が築かれたという。日本史研究者の金子哲は、実際は鎌倉時代末期の1300年代から1310年代にかけて、真言律宗・真言宗の僧侶で後に後醍醐天皇の腹心となる文観房殊音（弘真）が原・五ヶ井用水への修築事業を指揮したのではないか、と主張している。金子は、「五ヶ井由来記」の説話は、文観の祖父の一人が日岡神社神主であった可能性もあることや、真言律宗は聖徳太子信仰が深かったことなどが伝説化したのではないか、と推測している。
明暦2年（1656年）に現在の加古川大堰付近に取水口を設けたが、河川改修により草谷川が加古川へ合流する直前の樋門から取水するようになったことで、草谷川水系となった（草谷川樋門北緯34度47分33.13秒 東経134度53分21.6秒 / 上部画像参照）。加古川市内を約2キロ流れた後、曇川へ合流する。

#### 新井用水
新井（しんゆ）用水は、五ヶ井用水と同時に開削された用水路で、取水も同じ場所で行われる。五ヶ井用水と並行するが曇川をサイフォンで潜り、曇川・JR加古川線と並行しつつ日岡山公園の北側を迂回し南下、加古川バイパス・JR山陽本線・国道2号と交差した後に東へ向きを変え加古郡播磨町に入り、喜瀬川もサイフォンで潜り（喜瀬川サイフォン北緯34度43分21.21秒 東経134度52分28.56秒）、国道250号（明姫幹線）・山陽新幹線・山陽電鉄本線と交差して大池に至る約14キロの長さを、わずか一年で開削した（大池北緯34度42分41.65秒 東経134度52分14.66秒）。

### 自然河川

#### 曇川

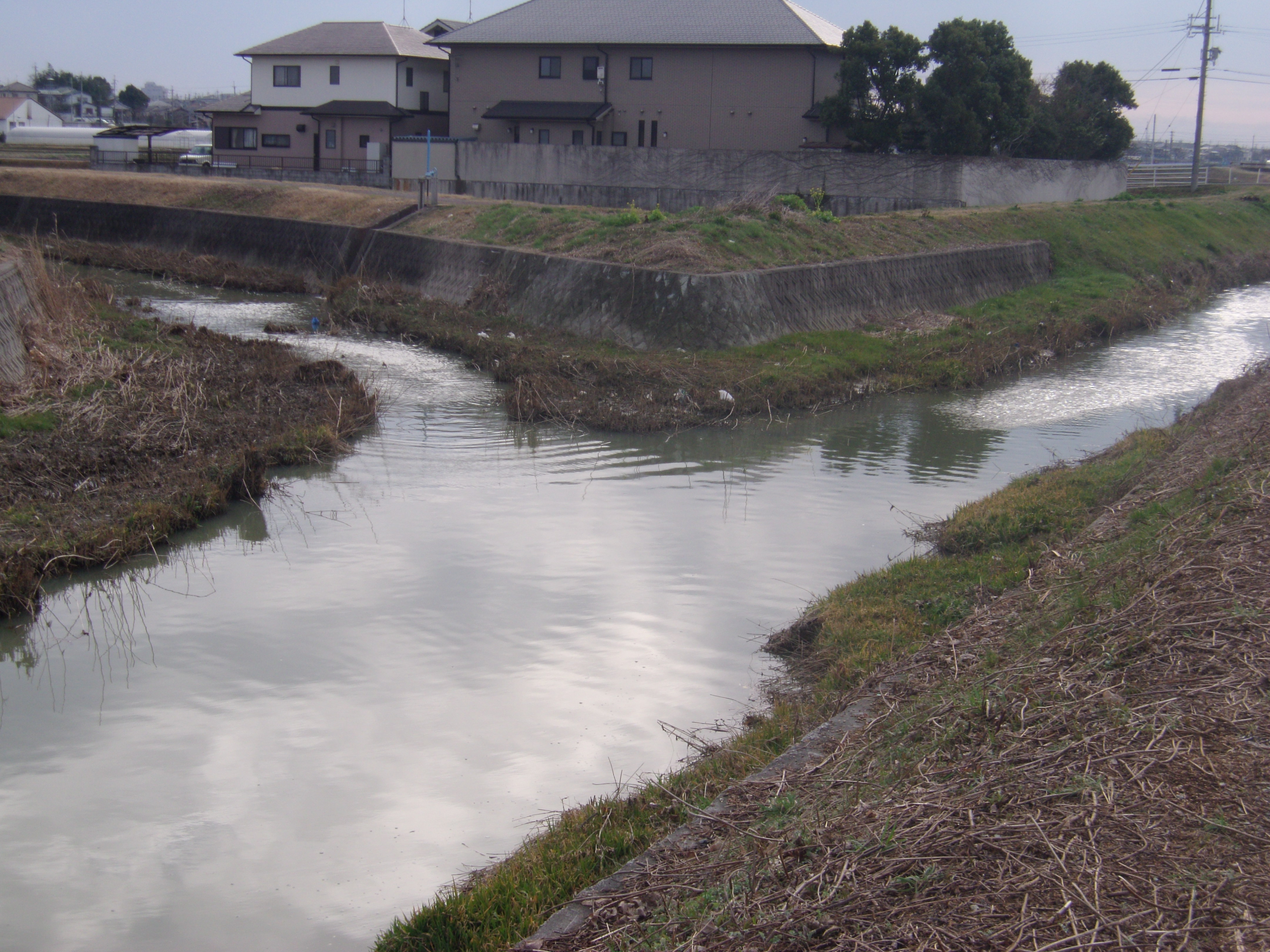
曇川(左)と国安川合流部

加古川水系の二級河川で、河川管理上は加古郡稲美町の満溜池を水源とする（満溜池北緯34度45分24.07秒 東経134度55分0.12秒）。ただし、満溜池は1900年（明治33年）に築造されたもので、現在は隣接する延宝4年（1676年）造の長府池から給水を受け、長府池は加古大池←加古大溝←草谷川から給水されている。
また、長府池は和銅7年（714年）造の入ヶ池からも給水を受け、入ヶ池は淡山疏水の天満支線に組み込まれており、人工河川としては淡山疏水・東播用水水系にも含まれる。加古川市に入り、日岡山公園の北側で加古川に合流する。長さは約5キロ。稲美町内で寺田用水へも給水する。

#### 国安川
加古川水系曇川支流の二級河川で、河川管理上は稲美町の小池（兵庫県道84号宗佐土山線）を水源とし、約1.5キロで曇川に合流する。小池は自然湧水地であったものをため池化したものとされる（小池北緯34度44分42.28秒 東経134度54分40.23秒）。現在小池は琴池←千波池←入ヶ池の流れで給水を受けていることから、人工河川としては淡山疏水（淡河疎水加古支線）・東播用水水系にも含まれる。

#### 白ヶ池川
加古川水系曇川支流・別府川（下記参照）分水系の二級河川。河川管理上は加古川市野口町の水足と北野の境界地に水源があることになっているが（白ヶ池川原点北緯34度45分34.73秒 東経134度51分51.49秒）、曇川に架かる稲美町の三谷橋（兵庫県道148号大久保稲美加古川線橋梁）下で取水した水路が皿池〜戸ヶ池を経て白ヶ池川に流入している。加古川バイパスと兵庫県道386号野口尾上線の交差点下で新井用水と交差し、ほどなく別府川に合流する。長さは約3キロ。

#### 水田川
加古川水系別府川分水系の一級河川で、水源は加古川市平岡町山之上を流れる新井用水（水田川取水口北緯34度43分56.51秒 東経134度52分9.76秒）。山陽新幹線・山陽電鉄本線と交差し加古郡播磨町へ入り、兵庫県道718号明石高砂線を抜けたところで再び加古川市に戻り、河口から500メートルほど手前の別府川に合流する約5キロの長さ。灌漑のみならず、工業用水道としても使われている。

#### 別府川
曇川が加古川へ合流する曇川樋門で分岐する加古川水系の一級河川（曇川樋門北緯34度47分1.29秒 東経134度51分46.19秒）。加古川中央ジャンクション下を抜け、山陽本線・国道2号・国道250号・山陽新幹線・山陽電鉄本線と交差した後、播磨灘の別府港に注ぐ。

### 補詳
1. ↑  平木池は1965年（昭和40年）に埋め立てられ、平木橋が痕跡として残る